# Suburban Gothic (película)
Suburban Gothic es una película de comedia de terror dirigida por Richard Bates Jr.. Estrenada a nivel mundial el 19 de julio de 2014 en el Festival Internacional de Cine de Fantasía, es protagonizada por Matthew Gray Gubler como un joven que regresa a casa para encontrarse cara a cara con lo sobrenatural.

## Sinopsis
Incapaz de encontrar un trabajo que utilice su nuevo MBA, Raymond (Matthew Gray Gubler) se ve obligado a volver a casa a vivir con sus padres. Su madre Eve (Barbara Niven) está entusiasmada con esto y no puede esperar a su llegada, mientras que su padre Donald (Ray Wise) cree que es una decepción total y absoluta y con frecuencia le regaña por esto. Para empeorar las cosas, parece que la mayoría de sus compañeros de secundaria se quedaron en la ciudad, y ninguno de ellos está dispuesto a olvidar que antes era un perdedor gordo con creencia en lo paranormal. Raymond no consiguió conectar con su antigua compañera de clase Becca (Kat Dennings), que trabaja como camarera local. Las cosas toman un giro hacia lo extraño cuando el cuerpo de una chica joven se desenterró en el patio trasero de sus padres durante alguna construcción, que termina por despertar una intención de burbuja en la cosecha de las almas de todos en la ciudad.

## Elenco
| Actor               | Personaje        |
| ------------------- | ---------------- |
| Matthew Gray Gubler | Raymond          |
| Kat Dennings        | Becca            |
| Ray Wise            | Donald           |
| Barbara Niven       | Eve              |
| Muse Watson         | Ambrose          |
| Sally Kirkland      | Virginia         |
| Mel Rodríguez       | Hector           |
| Jeffrey Combs       | Doctor Carpenter |
| John Waters         | Cornelius        |
| Ronnie Gene Blevins | Pope             |
| Jack Plotnick       | Primo Freddy     |
| Ray Santiago        | Alberto          |
| Shanola Hampton     | Ticona           |
| Mackenzie Phillips  | Señora Richards  |
| Mckenna Grace       | Zelda            |
| Jessica Camacho     | Noelle           |